# Plan Bohan
El plan Bohan, a veces llamada misión Bohan, fue un proyecto de desarrollo de la economía de Bolivia elaborado por una misión estadounidense bajo la dirección de Merwin L. Bohan en 1942. Es sobre la base de este plan que el desarrollo del Oriente boliviano comenzó a marchar de 1952, con la construcción de la carretera Cochabamba - Santa Cruz de la Sierra conectando por primera vez con asfalto el oriente y el occidente boliviano. El plan Bohan es considerado uno de los episodios más importantes en la historia de Bolivia, puesto que fue la primera propuesta y experiencia formal, para un desarrollo económico con base en las potencialidades de recursos naturales del país. Así mismo, es considerado como el instrumento que habilitaría un proceso de demanda de articulación de los territorios bolivianos.

## Antecedentes

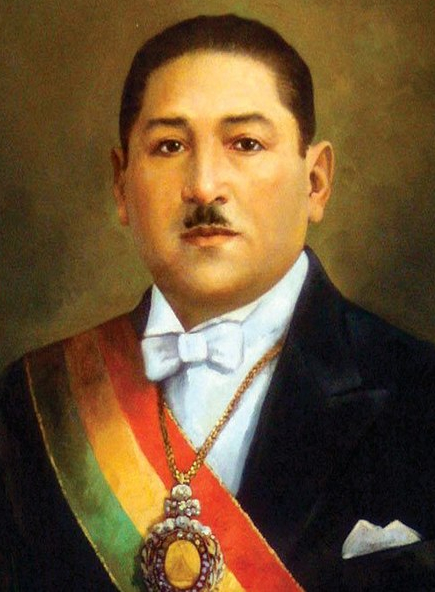
Retrato del expresidente de Bolivia, Enrique Peñaranda, entre 1940-1943.

Desde la declaración de su independencia hasta pasado el siglo XIX, la industria predominante de la economía de Bolivia fue la minería. Esto se sumaba a que los principales centros de población y el centro de la economía del país se concentraban en la región de las tierras altas, mientras que las tierras bajas del país estaban poco desarrolladas y no había una industria significante en aquel entonces.
A principios del siglo XX, Bolivia afrontó las secuelas de los sucesos mundiales, como la Primera Guerra Mundial (1914 – 1918) y la Gran Depresión, que incentivaron a realizar inversiones en sectores productivos específicos para generar réditos económicos para el país. A esto se sumó el epílogo de la guerra del Chaco con Paraguay (1935) y el desarrollo de la Segunda Guerra Mundial (1939-1945), el cual generó un interés de los Estados Unidos hacia los recursos de Bolivia. 
El gobierno estadounidense invitó al presidente de Bolivia, Enrique Peñaranda, a la mesa de los aliados de la Segunda Guerra Mundial, con el propósito de negociar la provisión de estaño a ese país, estratégico para la producción de armas durante ese periodo. A partir de ello los Estados Unidos inyectó recursos económicos en diferentes planes, programas y proyectos de cooperación con Bolivia.
El 1 de agosto de 1941 se delinearon las bases de un programa de cooperación económica entre los Estados Unidos y Bolivia, denominada como 
“Misión Económica de los Estados Unidos a Bolivia”, donde el embajador de Bolivia, Luis Fernando Guachalla, suscribió el memorándum de Cooperación Económica mediante la Ley Pública 63. Esta misión fue liderada por el Merwin L. Bohan, oficial del Servicio Extranjero de Estados Unidos, por lo que también es conocida como “misión o plan Bohan”. El 4 de diciembre de 1941, el Departamento de Estado de EE. UU. autorizó la formación de la Misión Económica de los Estados Unidos a Bolivia y llegó 13 días después a Bolivia con 75.000 dólares en su fondo para gastos. Fue así que se sentaron las bases para la implementación del plan Bohan entre diciembre de 1941 y mayo de 1942.

## Conclusiones
La misión Bohan llegó a Bolivia el 17 de diciembre de 1941 con el objetivo de estudiar los aspectos de la economía boliviana que pudieran ayudar a preparar proyectos específicos para su mayor desarrollo. El informe concluyó que Bolivia contaba con un potencial alto de producción agropecuaria, sin embargo este era limitado por la falta de mercado interno y externo, así como por la difícil geografía del país. Es debido a su accidentada topografía, con la cordillera de los Andes en el occidente del país, que el plan Bohan recomendó la vinculación carretera entre las tierras bajas y altas, así como la redistribución de tierras a quienes pudieran explotarlas.

## Resultados

### Corporación Boliviana de Fomento
En base al plan Bohan, el gobierno boliviano creó en 1942 la Corporación Boliviana de Fomento (CBF) con el objetivo de impulsar el desarrollo agroindustrial del país, que incluía la construcción de ingenios azucareros.

### Ingenios azucareros
Como parte de los primeros logros del Plan Bohan se construyó el Ingenio Guabirá, ubicado en la localidad homónima, que nació en 1954 de la mano del Estado y fue diseñado para cultivar en Bolivia una alternativa a la hasta entonces predominante actividad minera.

### Banco Agrícola
El Banco Agrícola de Bolivia fue creado mediante el Decreto Supremo del 11 de febrero de 1942, para abrir una línea de crédito a un potencial sector agroindustrial.

### Carretera Cochabamba-Santa Cruz
En 1943 se inició la construcción de la carretera Cochabamba - Santa Cruz de la Sierra, hoy denominada Ruta 7 y conocida también como la carretera antigua Cochabamba-Santa Cruz.

## Revolución del 52
En la década de los 50 se produjo la Revolución boliviana de 1952, liderada por el partido Movimiento Nacionalista Revolucionario (MNR), que impulsó la Reforma Agraria en 1953. Dicha reforma aplicó las recomendaciones del plan Bohan, que se planteó como objetivo central viabilizar   el desarrollo capitalista a partir de la otorgación de tierras de las haciendas a los indígenas a través de sus sindicatos y comunidades.